# Delfinul (1930)
Delfinul byla ponorka Rumunského námořnictva z období druhé světové války. Ve službě byla v letech 1936–1958, přičemž v letech 1944–1945 ji krátce provozovalo sovětské námořnictvo. Plánovaná stavba druhé ponorky této třídy se neuskutečnila.

## Stavba

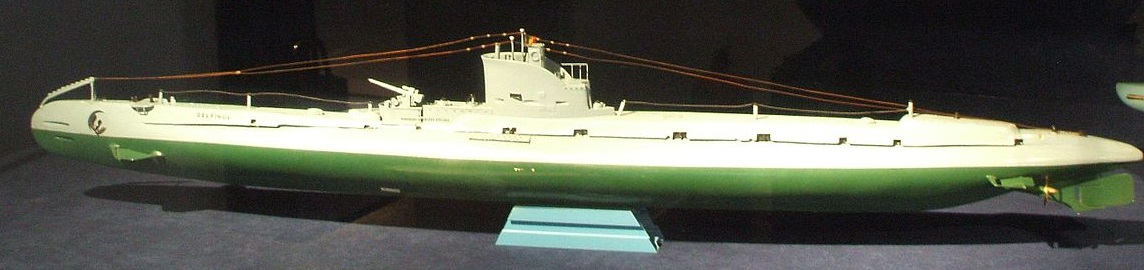
Model ponorky

Ponorku postavila italská loděnice CNQ ve Fiume. Stavba byla zahájena v červnu 1927 a na vodu byla spuštěna 22. června 1930. Přestože už roku 1931 byla fakticky dokončena, několik dalších let byla neustále upravována a služby byla přijata v květnu 1936.

## Konstrukce

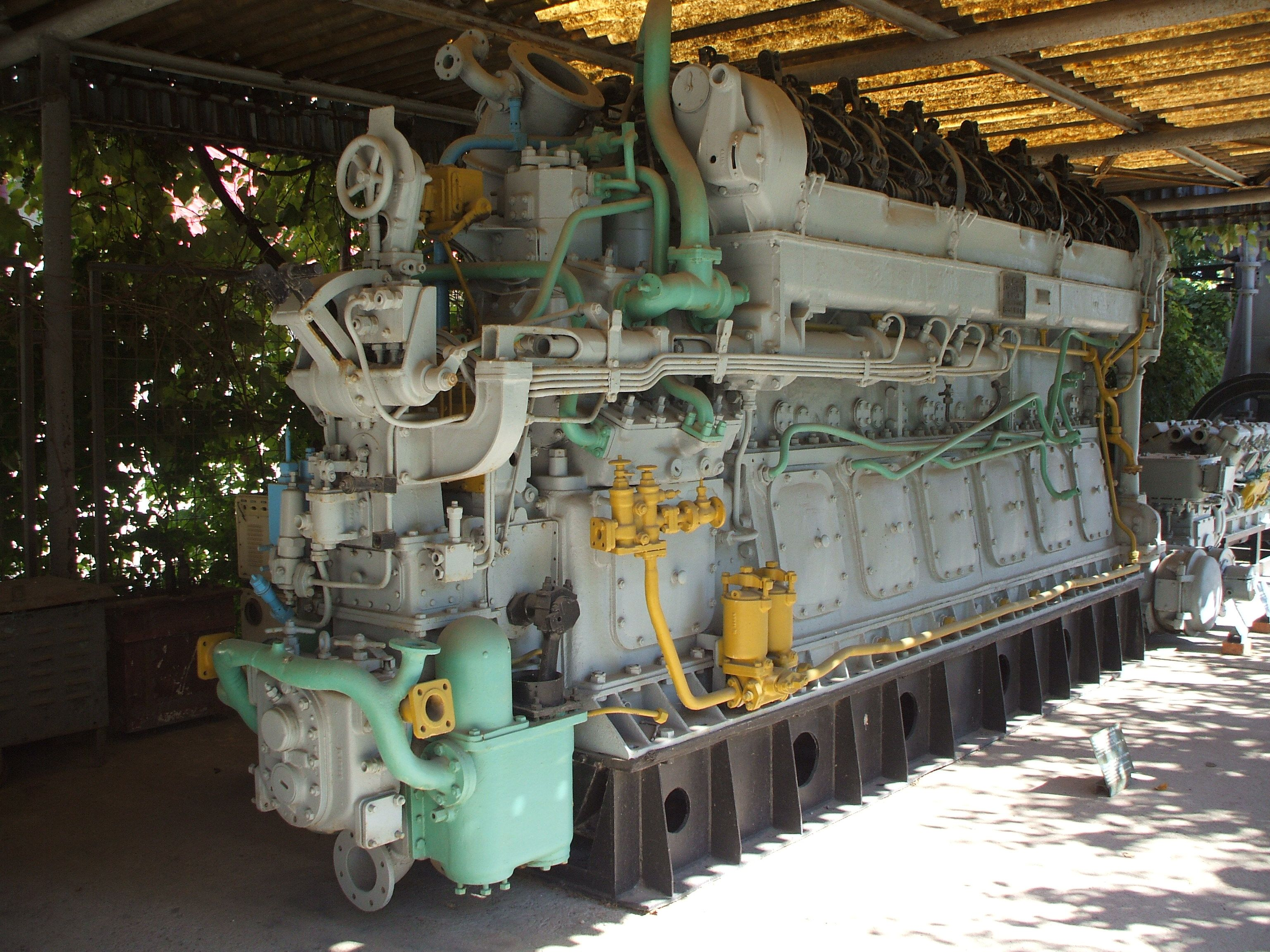
Dieselový motor ponorky se zachoval jako exponát námořního muzea v Constanțě

Ponorka byla vyzbrojena jedním 102mm kanónem a osmi 533mm torpédomety (čtyři příďové a čtyři záďové). Pohonný systém měl dva diesely Sulzer o výkonu 800 bhp a dva elektromotory o výkonu 800 shp, pohánějící dva lodní šrouby. Nejvyšší rychlost dosahovala čtrnáct uzlů na hladině a devět uzlů pod hladinou. Dosah byl 2000 námořních mil při rychlosti deset uzlů na hladině.

## Služba
Za druhé světové války bylo Rumunsko německým spojencem. Ponorka Delfinul se zapojila do operací proti Sovětskému svazu. Jejím jediným úspěchem bylo potopení jednoho menšího sovětského parníku 6. listopadu 1941. Od července 1942 začala modernizace ponorky v Galați, která proto zůstala mimo službu až do konce války. Dne 12. září 1944 ponorku ukořistilo sovětské námořnictvo a přejmenovalo ji na TS-3. Vrácena byla v říjnu 1945. Nesla trupové číslo S1, později S51. Roku 1958 byla vyřazena.